# Vámosmikola
Vámosmikola (németül: Lorenzen, szlovákul: Mikula) község Pest vármegyében, a Szobi járásban.

## Fekvése
Vámosmikola a Börzsöny nyugati lábánál fekszik, az Ipoly bal partján, Szobtól 20 km-re északra.
Délről Nagybörzsöny, északról Perőcsény, nyugatról pedig Ipolypásztó, Ipolybél és Ipolyszakállos községekkel határos. Nyugati határát (amely egyben államhatár is Szlovákia felé) az Ipoly alkotja. Keleten területe a Börzsöny külső pereméig nyúlik (Vár-bükk, 743 m).
Vámosmikolán keresztülhalad a Szobot (20 km) Parassapusztával (17 km) összekötő 1201-es út, melyből a község területének szélén ágazik el a Tésára (8 km) vezető 12 114-es számú mellékút, központja déli részén pedig a 12 113-as út, mely ma csak a falu belső útjainak egyike, de korábban a túlparti Ipolypásztóval biztosított összeköttetést. Az Ipoly-híd és közút a 2,5 kilométerre lévő Ipolypásztó felé újjáépítés alatt áll.

## Nevének eredete
A Vámos előtag arra utal, hogy a település vámhely volt. A szájhagyomány szerint egy Mikola nevű vámszedőről kapta nevét, más változat szerint Salgóvár Mikola nevű ura szedett vámot erre.

## Történelem
A közeli Istvánmajorban szkíta temetőt tártak fel. 1075-ben említik először. A középkorban környékén számos település (Orsán, Kürt, Novák, Pusztafalu) volt, melyek azóta elpusztultak. 1419-ben vásárhely és mezőváros volt, a lévai vár birtoka. A 17. században az Esterházy család birtoka lett. Ekkoriban német és zsidó lakosságot is betelepítettek.
Vályi András szerint: „Mikola. Vámos Mikola. Elegyes falu Hont Várm. földes Ura H. Eszterházy Uraság, lakosai katolikusok, fekszik Ipoly vize mellett, határja jó, vagyonnyai külömbfélék.”
Fényes Elek szerint: „Vámos-Mikola, magyar falu, Honth vmegyében, az Ipoly bal partján: 813 kath., 11 evang., 32 ref., 5 óhitü lak. Kath. paroch. templom. Sok urasági épület. Határa mindennel megáldatott, réttye, legelője sok, földei első osztálybeliek. Szőlőhegye nagy. Tágas erdeje vadakkal bővelkedik. F. u. h. Eszterházy, s feje egy uradalomnak. Ut. posta Ipoly-Ságh.”
1923-ig Hont vármegyéhez tartozott, majd ennek Magyarországon maradt részét összevonták Nógráddal Nógrád és Hont közigazgatásilag egyelőre egyesített vármegye néven. 1907-től 1932-ig a Vámosmikolai járás székhelye is volt. Az 1950-es megyerendezéskor került Pest megyéhez. A szocializmus idején közös tanács székhelye volt, amelyhez Perőcsény és Tésa is tartozott, és itt volt az 1500 hektáron gazdálkodó Vörös Csillag TSz központja is, melynek jellegzetes termelési ága volt a bogyós gyümölcsök termesztése.

## Közélete

### Polgármesterei
- 1990–1994: Dr. Vass István (független)[6]
- 1994–1998: Durján Miklós (független)[7]
- 1998–2002: Durján Miklós (független)[8]
- 2002–2006: Durján Miklós (független)[9]
- 2006–2010: Bárdi Alex (független)[10]
- 2010–2014: Bárdi Alex (független)[11]
- 2014–2014: Bárdi Alex (független)[12]
- 2015–2019: Bárdi Alex (független)[13]
- 2019–2024: Bárdi Alex (Fidesz-KDNP)[14]
- 2024– : Bárdi Alex (Fidesz-KDNP)[1]

A településen 2015. március 1-jén időközi polgármester-választást tartottak, az előző polgármester lemondása miatt. Lemondása ellenére Bárdi Alex elindult a választáson, és négy jelölt közül meg is nyerte.
Vámosmikola Tésával közösen tart fenn körjegyzőséget.

## Népessége
A település népességének változása:
| Lakosok száma | 1644 | 1662 | 1626 | 1613 | 1446 | 1461 | 1461 |
|               | 2013 | 2014 | 2018 | 2021 | 2022 | 2023 | 2024 |

A 2011-es népszámlálás során a lakosok 88,4%-a magyarnak, 8,1% cigánynak, 0,3% lengyelnek, 0,3% németnek, 0,5% románnak, 0,4% szlováknak mondta magát (11,6% nem nyilatkozott; a kettős identitások miatt a végösszeg nagyobb lehet 100%-nál). A vallási megoszlás a következő volt: római katolikus 62,8%, református 11%, evangélikus 1,3%, görögkatolikus 0,3%, felekezeten kívüli 8% (15,8% nem nyilatkozott).
2022-ben a lakosság 92,5%-a vallotta magát magyarnak, 7,2% cigánynak, 0,4% németnek, 0,3% szlováknak, 0,3% románnak, 0,2% lengyelnek, 0,1-0,1% szlovénnek és horvátnak, 0,8% egyéb, nem hazai nemzetiségűnek (7,5% nem nyilatkozott; a kettős identitások miatt a végösszeg nagyobb lehet 100%-nál). Vallásuk szerint 55,3% volt római katolikus, 9,5% református, 1,5% evangélikus, 0,6% görög katolikus, 0,6% egyéb keresztény, 1% egyéb katolikus, 6,7% felekezeten kívüli (24,7% nem válaszolt).

## Nevezetességek
- Az egykori Esterházy-Huszár-kastély vagy más néven Huszár-kastély (18.-20. századi, jelenleg iskola).
- Barokk római katolikus temploma (Szt. Mária Magdolna-templom) 1752-ben épült. Az előtte álló kőkereszt 1782-ből származik.
- A tájházat (melynek elődje az 1977-ben a volt járásbíróság épületében nyílt állandó kiállítás volt) egy 19. század végi háromosztatú parasztházban rendezték be 1992-ben.
- Nepomuki Szent János 1782-ben emelt nagyméretű szobra a Szent János téren áll.
- Turul-szobor[18]

## Híres emberek
- Itt élt Baráthi Huszár Károly, a náci megszállás elleni harc kiemelkedő alakja, akinek emlékét a kastély falán 1995-ben elhelyezett emléktábla őrzi.
- Cselka Nándor (1834–1897), püspök, egyházi író Vámosmikolán született. Halálának 100. évfordulójára a katolikus templom falán emléktáblát helyeztek el.
- Itt született Háy János (1960–) író.
- Itt született Németh Lajos (1950–) magyar meteorológus.

## Képtár

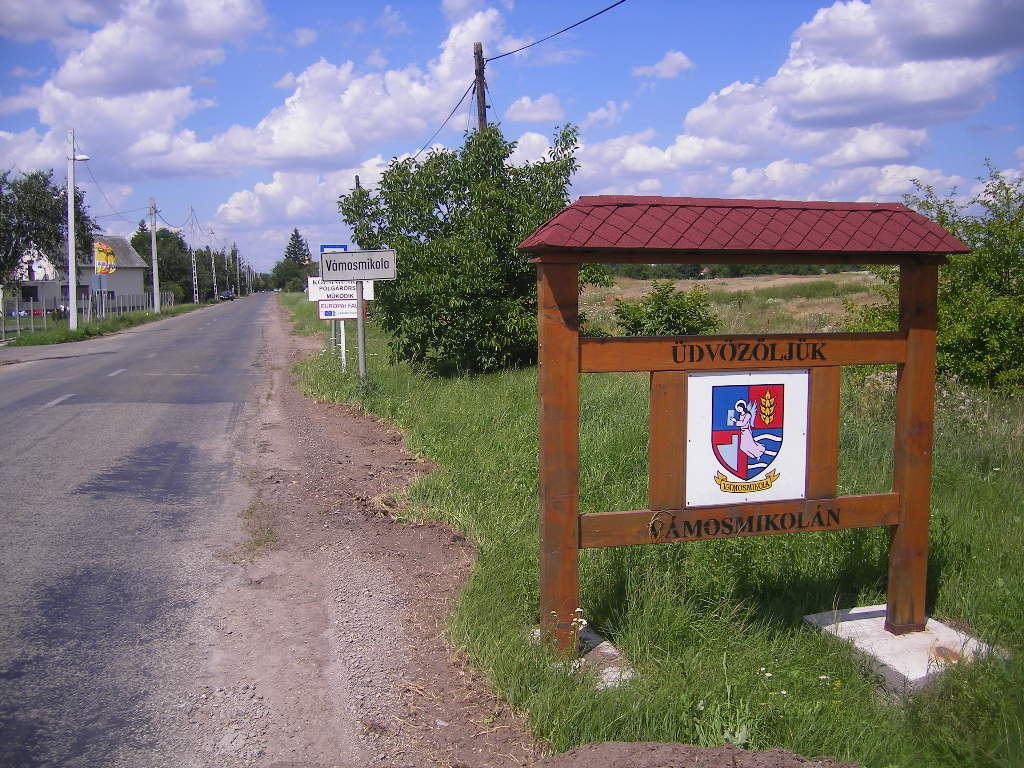
Címeres üdvözlőtábla
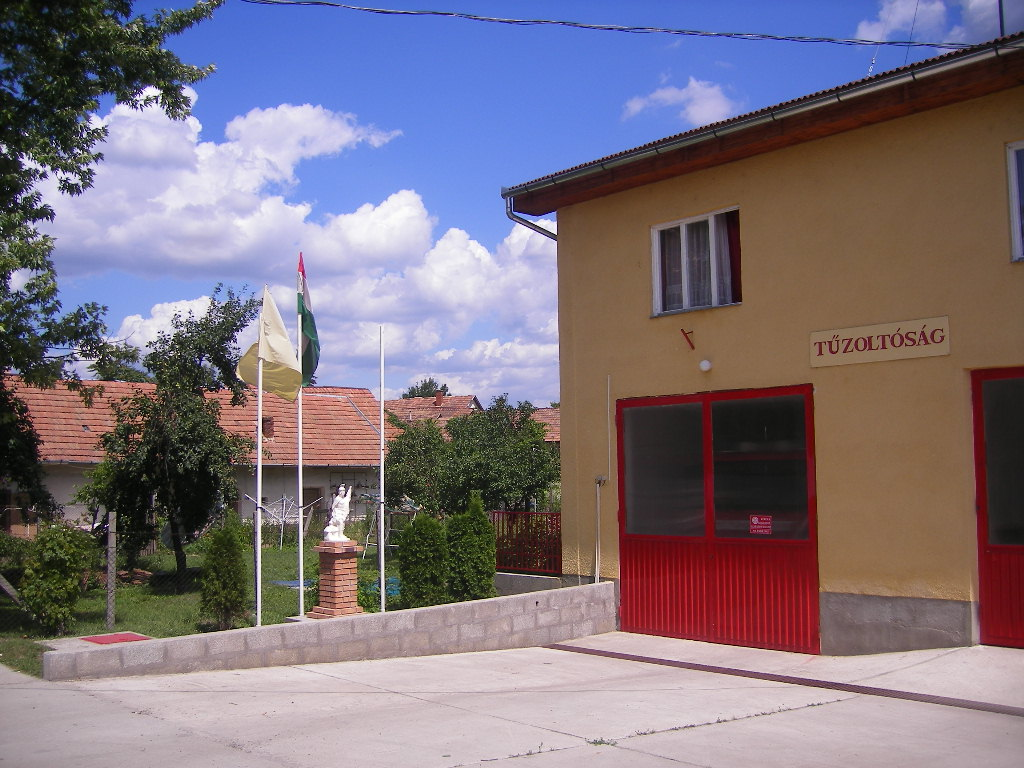
Tűzoltóság
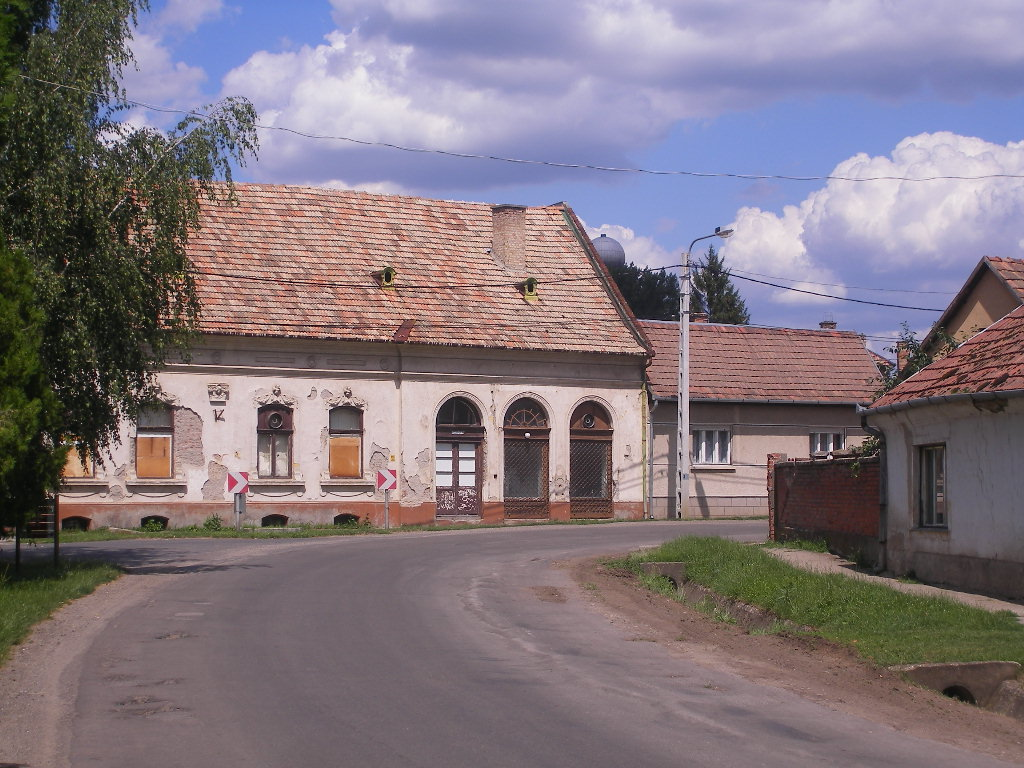
Szobi utca
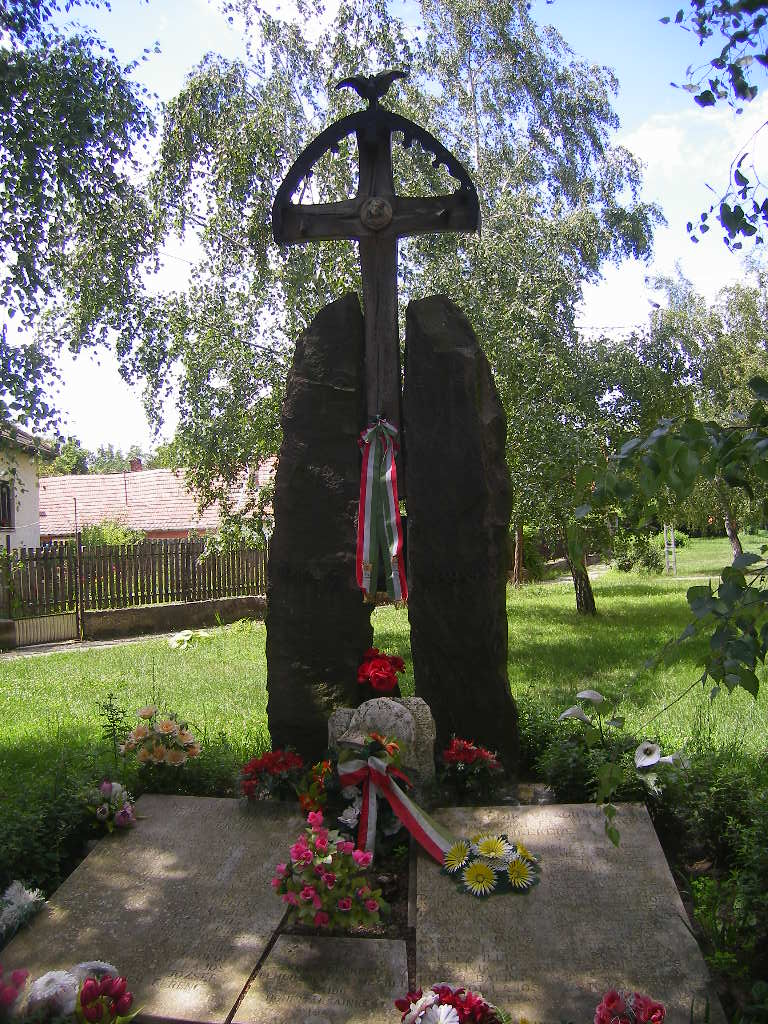
Világháborús emlékmű
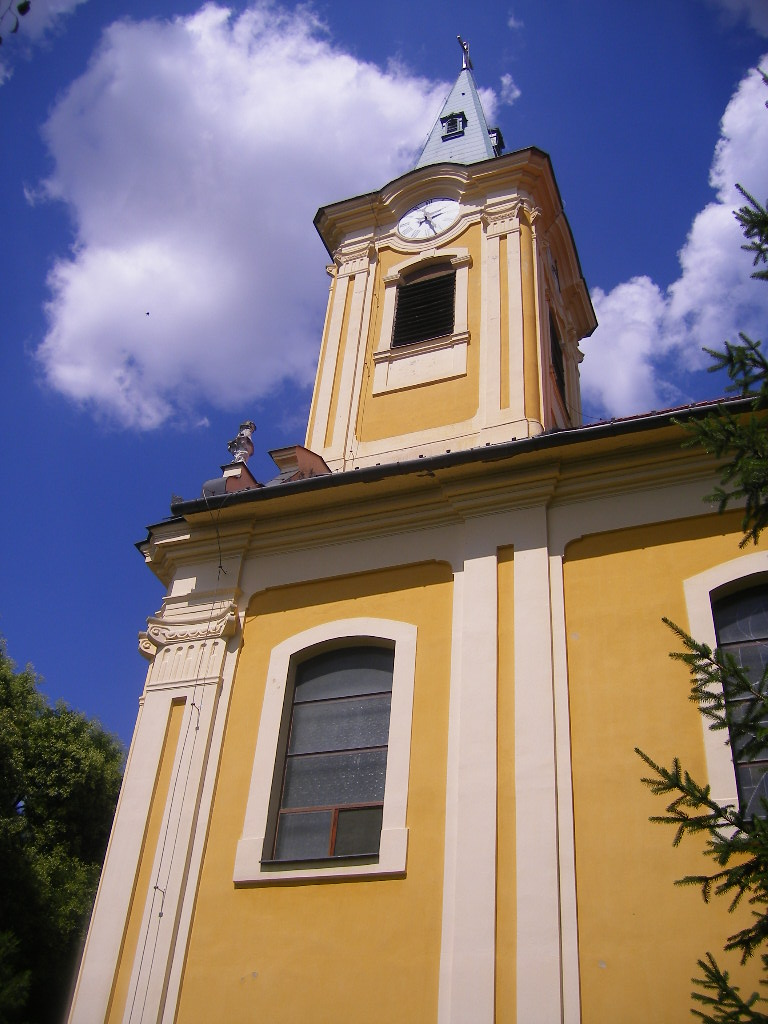
Katolikus templom
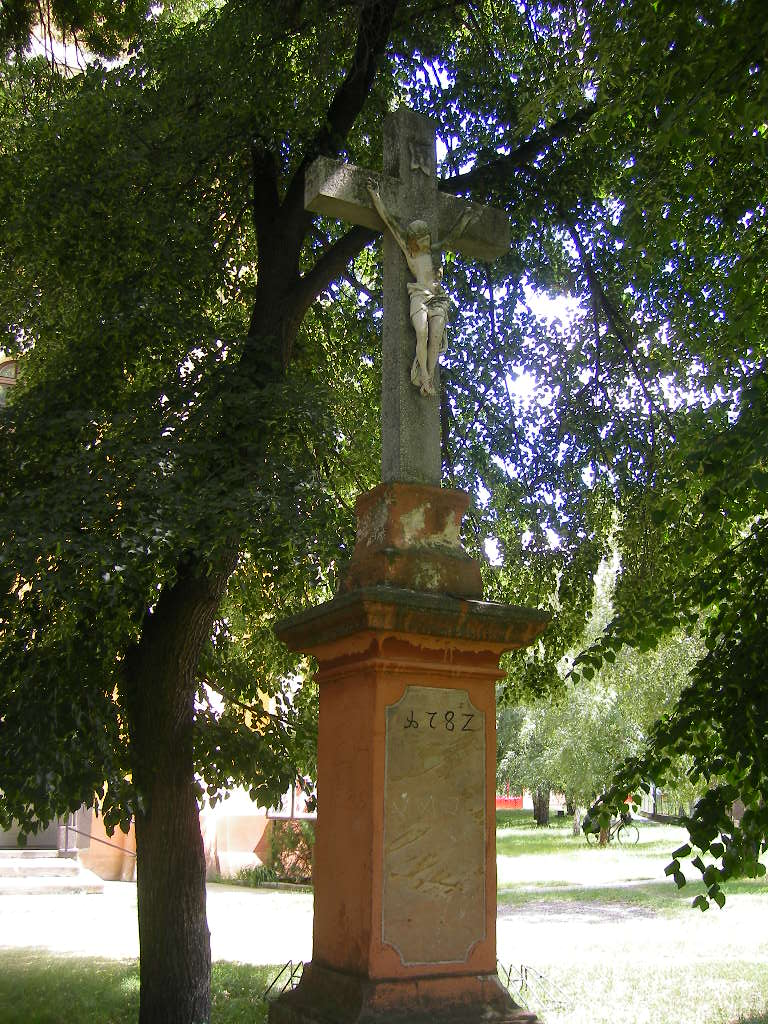
A templom előtt álló feszület
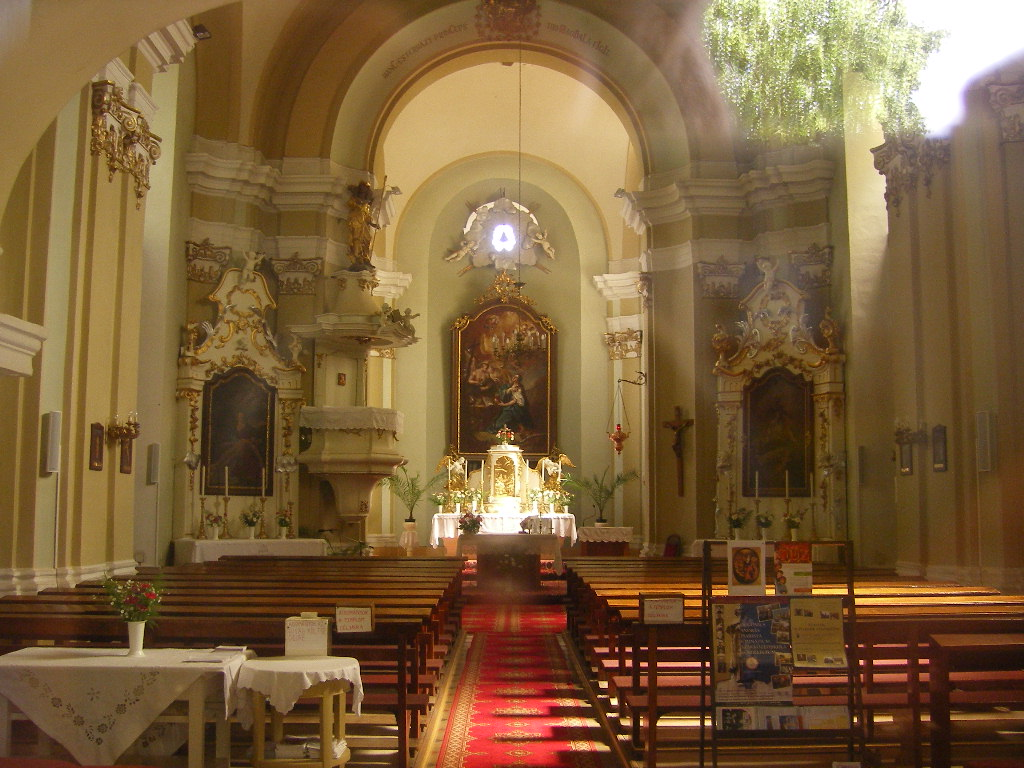
A katolikus templom belseje
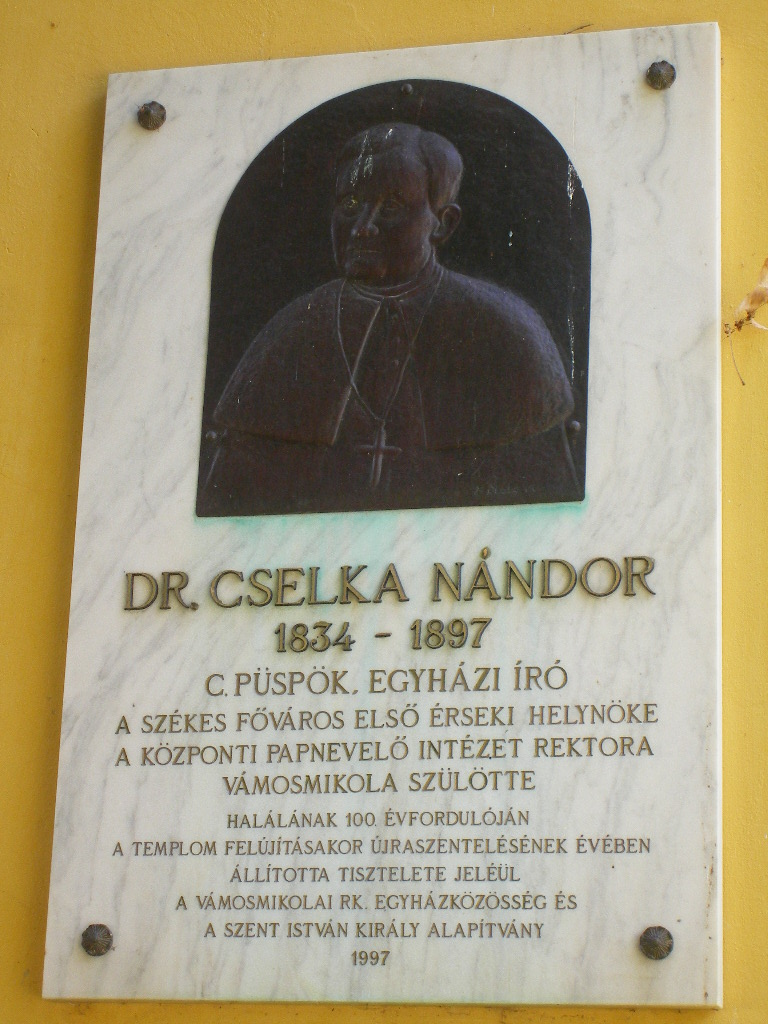
Cselka Nándor emléktáblája
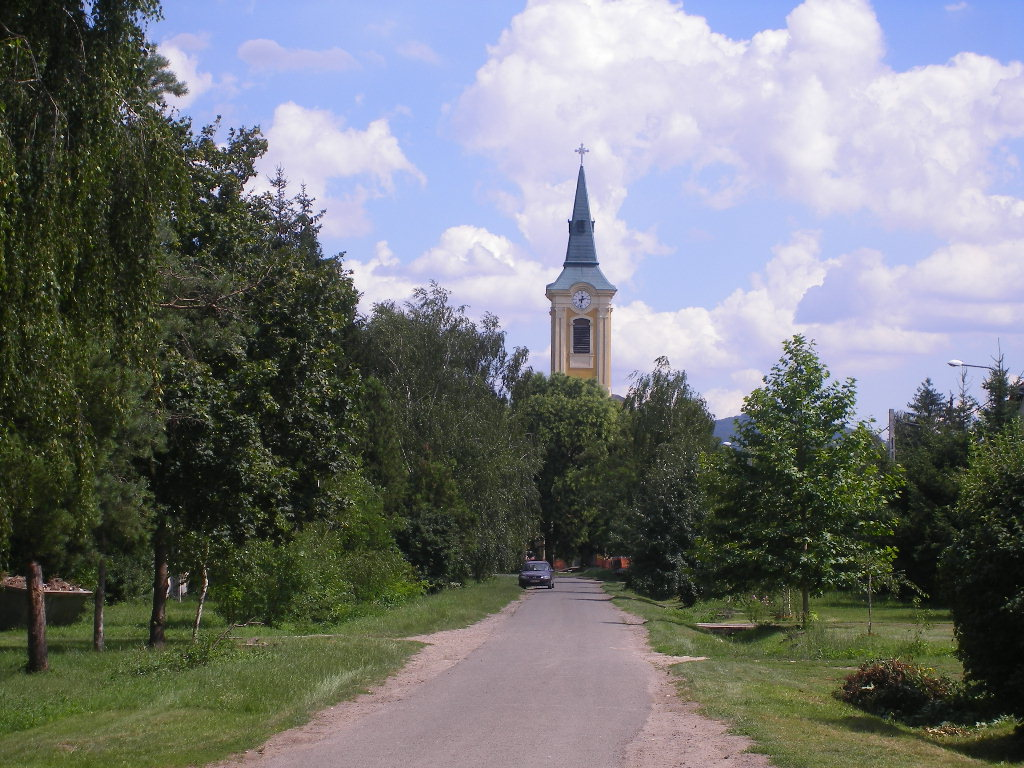
Huszár utca
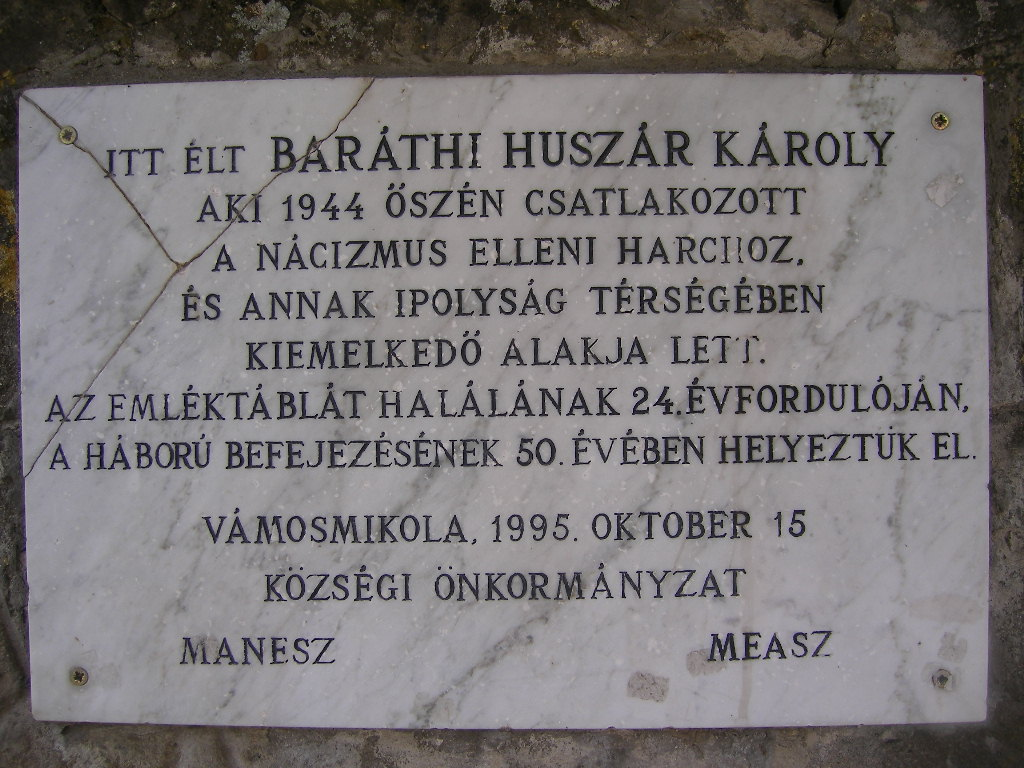
Baráthi Huszár Károly emléktáblája
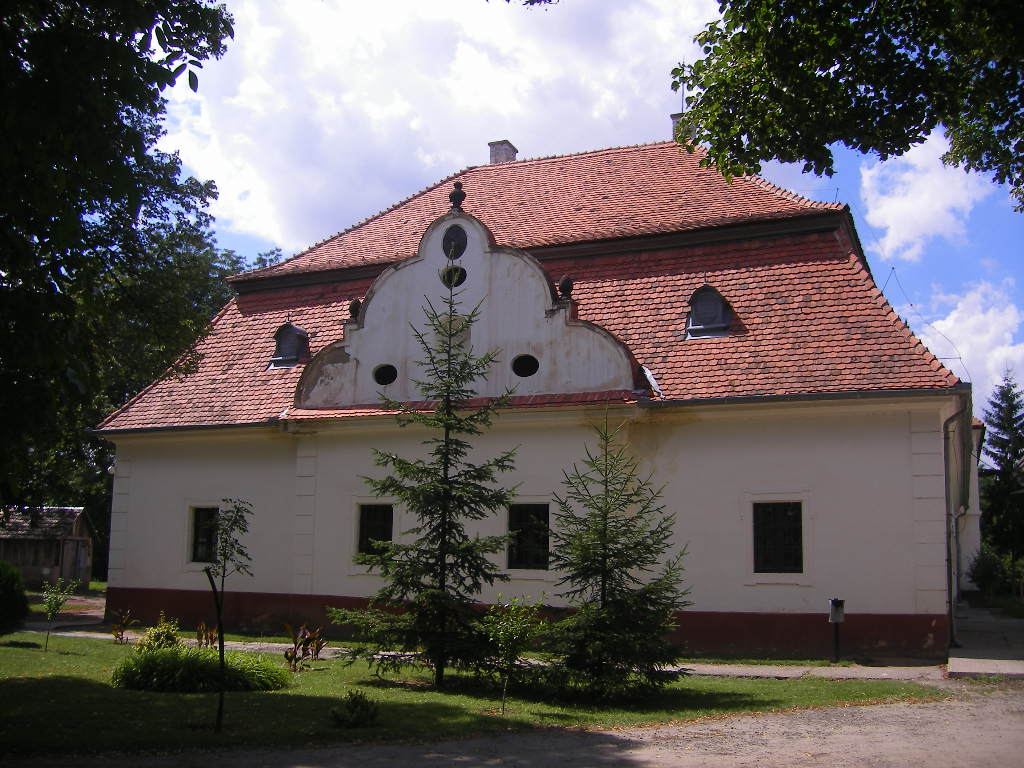
Az egykori Esterházy-Huszár-kastély
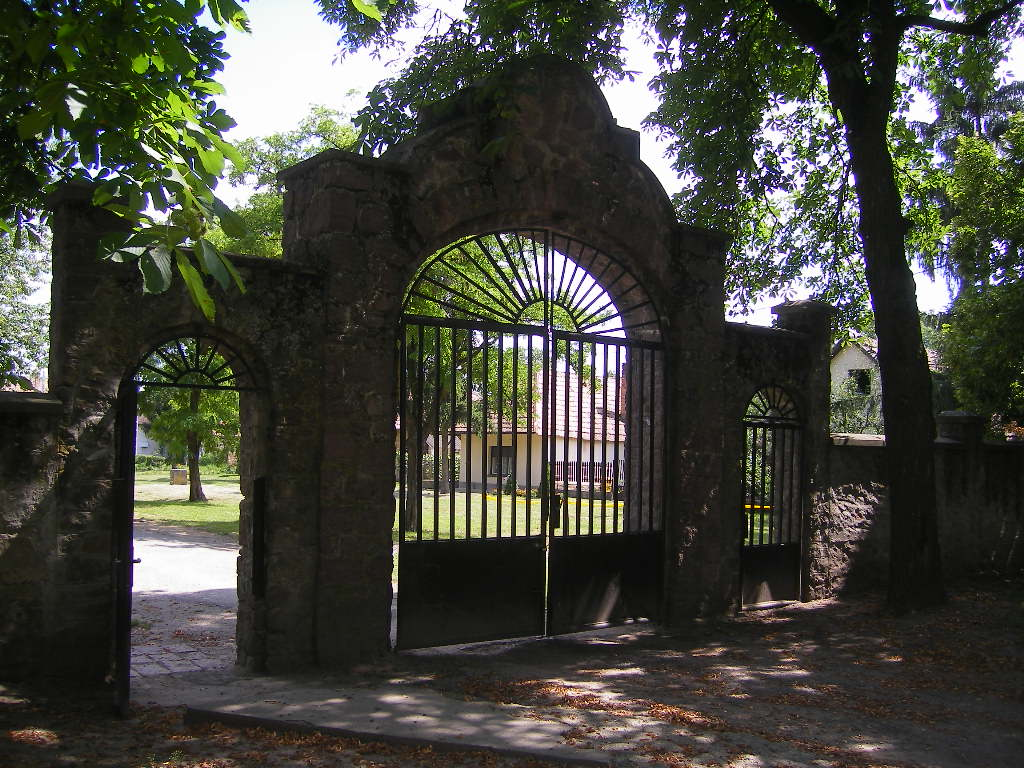
A kastély főkapuja
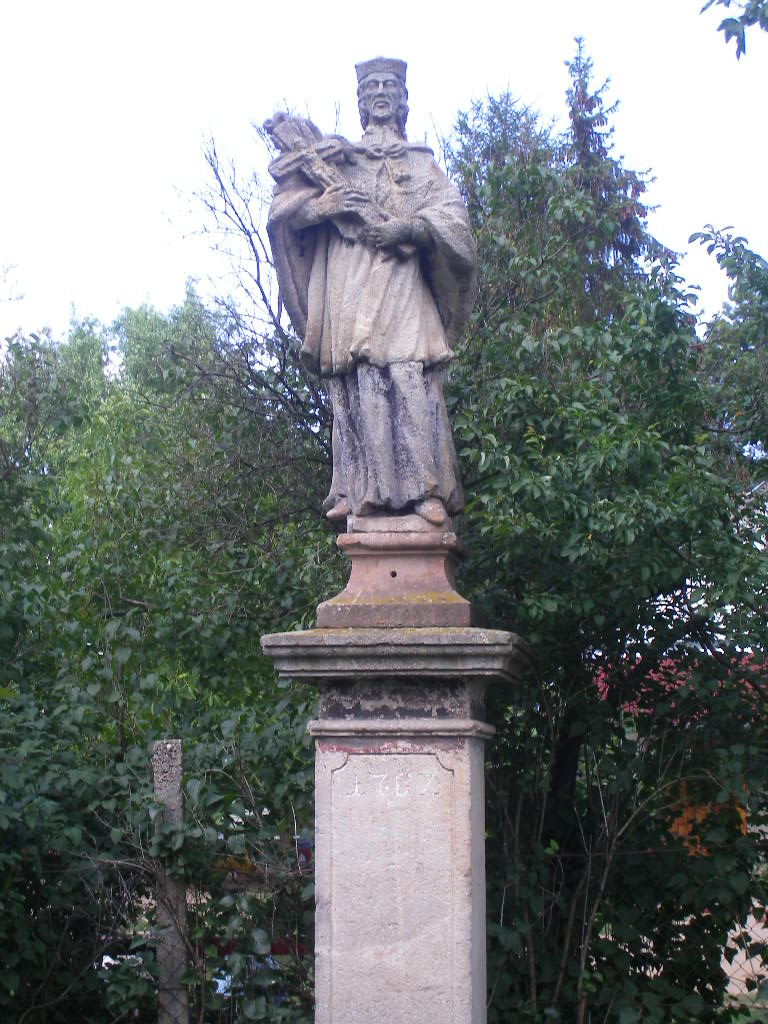
Nepomuki Szent János szobra
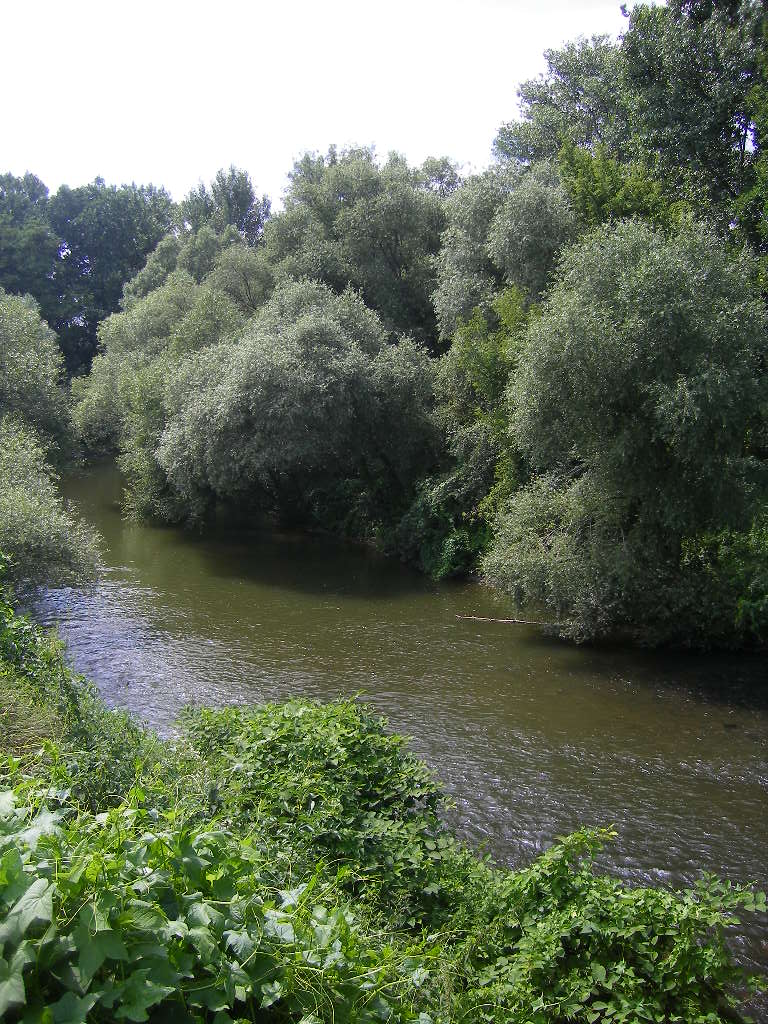
Az Ipoly Vámosmikola és Ipolybél között
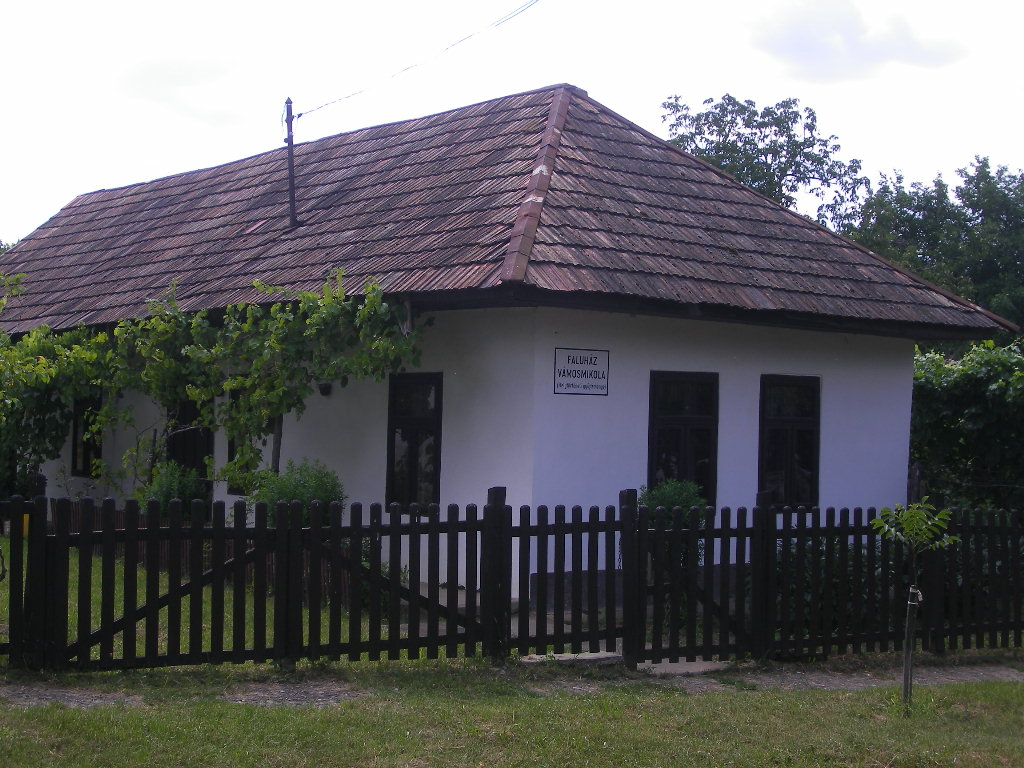
Faluház
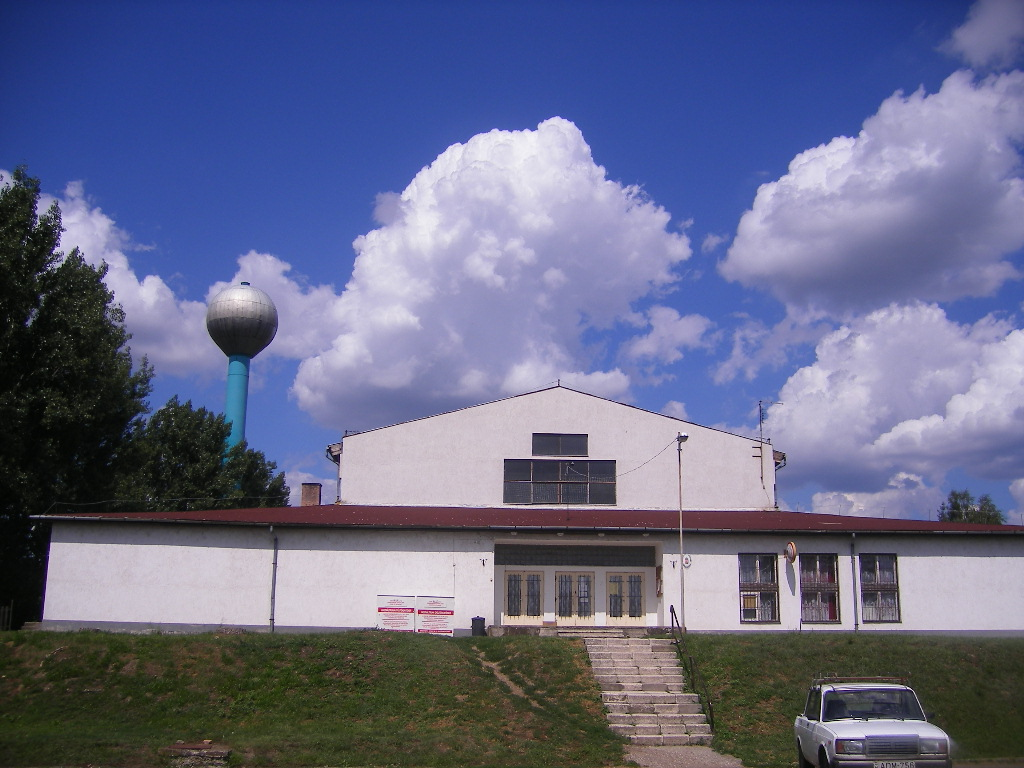
Szabadidőközpont